# Državna cesta D62
Die Državna cesta D62 (kroatisch für Nationalstraße D62) ist eine Hauptstraße in Kroatien.

## Verlauf

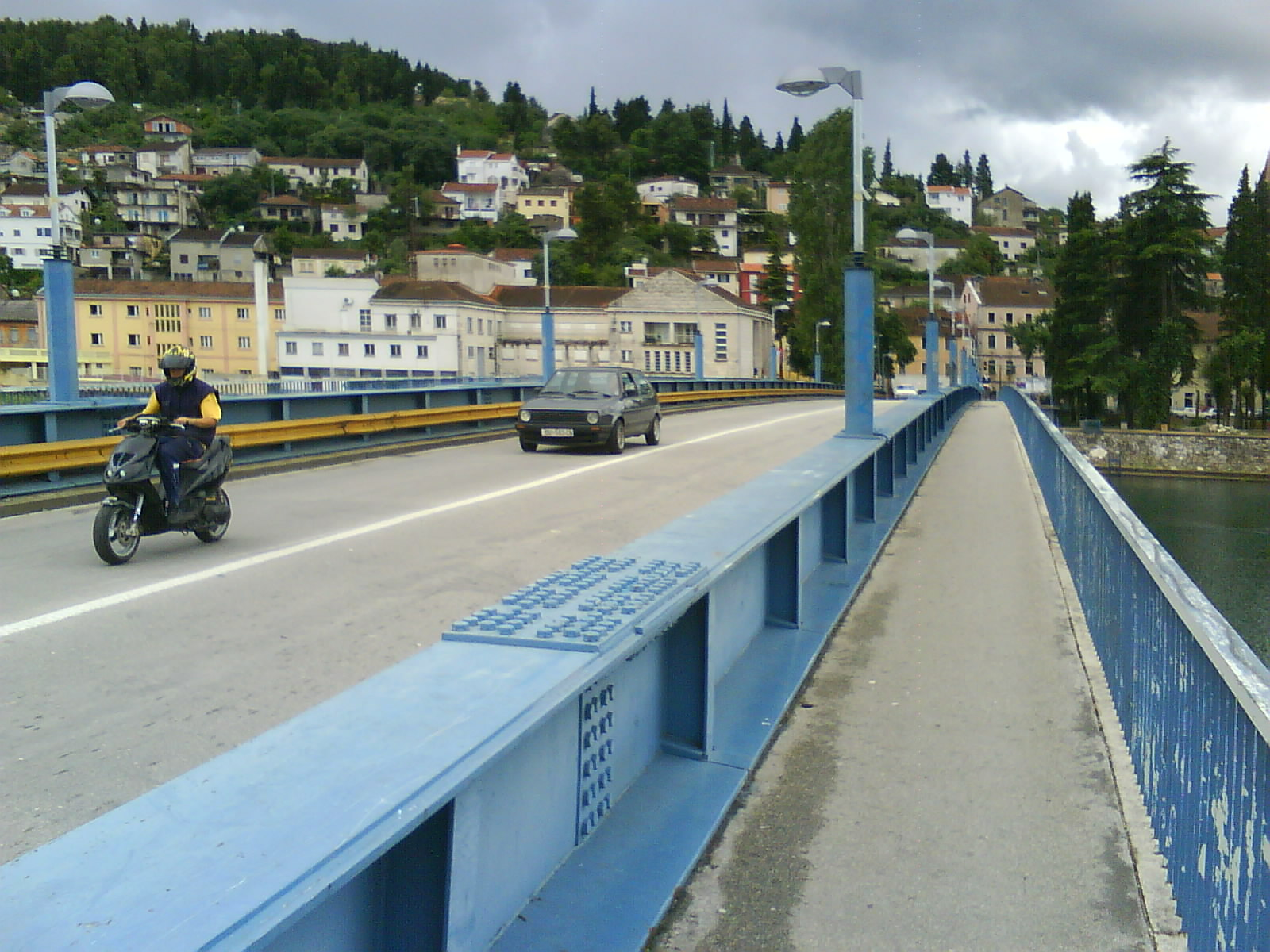
Brücke über die Neretva in Metković

Die Straße führt von der Državna cesta D39 bei Šestanovac parallel zur Autobahn Autocesta A1 (Europastraße 65) nördlich des Biokovo-Gebirges nach Vrgorac, führt weiter teilweise unmittelbar an der kroatisch-bosnisch-herzegowinischen Grenze entlang zur Neretva und folgt dieser am orographisch rechten Flussufer flussaufwärts bis Metković, wo sie den Fluss quert und nahe der Grenze zu Bosnien und Herzegowina an der Državna cesta D9 endet.
Die Länge der Straße beträgt 89,4 km.

## Geschichte
Der Freytag&Berndt Superatlas rechnet auch den westlichen Abschnitt von Dugopolje an der Državna cesta D1 bis Šestanovac der D62 zu.